# Karl von Pfeufer
Karl von Pfeufer (22 de Dezembro de 1806 - 1869) foi um médico alemão, nativo de Bamberg. Estudou em Erlangen e Würzburg, tornando-se mais tarde no assistente de Johann Lukas Schönlein (1793-1864).
Em 1840 tornou-se professor e diretor da clínica de medicina interna em Zurique. Em 1844 sucedeu a Theodor Bischoff (1807-1882) como professor de farmacéutica em Heidelberg. Em 1852 tornou-se professor clínico em Munique. Alguns dos seus mais conhecidos estudantes e assistentes foram Friedrich Albert von Zenker (1825-1898), Adolf Kussmaul (1822-1902) e Otto Leichtenstern (1845-1900).